# Сухая Ольховка
Суха́я Ольхо́вка (Ольхо́вка) — река в России, протекает в Камышинском и Котовском районах Волгоградской области. Левый приток Мокрой Ольховки (бассейн Иловли).

## География
Длина реки составляет 39 км, площадь водосборного бассейна — 219 км². Сухая Ольховка начинается восточнее села Перещепное. Течёт на юг, на левом берегу село Смородино, выше которого река запружена. Впадает в Мокрую Ольховку в 21 км от устья последней. 
Вблизи устья пересекается железнодорожной линией Балашов — Петров Вал.

## Данные водного реестра
По данным государственного водного реестра России относится к Донскому бассейновому округу, водохозяйственный участок реки — Иловля, речной подбассейн реки — Дон между впадением Хопра и Северского Донца. Речной бассейн реки — Дон (российская часть бассейна).
Код объекта в государственном водном реестре — 05010300412107000009324.